# Aguilafuente
Aguilafuente é um município da Espanha na província de Segóvia, comunidade autónoma de Castela e Leão, de área 60,31 km² com população de 773 habitantes (2004) e densidade populacional de 12,82 hab/km².

## Demografia

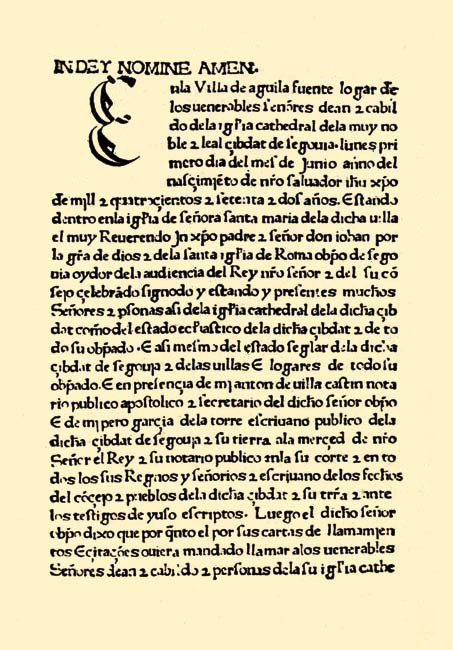
Sinodal de Aguilafuente (Juan Párix, 1472).

| Variação demográfica do município entre 1991 e 2004 | Variação demográfica do município entre 1991 e 2004 | Variação demográfica do município entre 1991 e 2004 | Variação demográfica do município entre 1991 e 2004 |
| --------------------------------------------------- | --------------------------------------------------- | --------------------------------------------------- | --------------------------------------------------- |
| 1991                                                | 1996                                                | 2001                                                | 2004                                                |
| 807                                                 | 813                                                 | 814                                                 | 773                                                 |